# Temporada 1989-90 de Los Angeles Clippers
La temporada 1989-90 fue la sexta de los Clippers en la NBA en su nueva localización de Los Angeles, y la duodécima en el estado de California, tras moverse desde Búfalo (Nueva York), donde disputaron ocho temporadas con la denominación de los Buffalo Braves. La temporada regular acabó con 30 victorias y 52 derrotas, ocupando el undécimo puesto de la conferencia Oeste, no logrando clasificarse para los playoffs.

## Elecciones en elDraft
| Ronda | Puesto | Jugador     | Posición  | Nacionalidad   | Universidad  |
| ----- | ------ | ----------- | --------- | -------------- | ------------ |
| 1     | 2      | Danny Ferry | Ala-Pívot | Estados Unidos | Duke         |
| 2     | 31     | Jeff Martin | Escolta   | Estados Unidos | Murray State |
| 2     | 33     | Jay Edwards | Escolta   | Estados Unidos | Indiana      |

## Temporada regular
| División Pacífico        | División Pacífico | División Pacífico | División Pacífico | División Pacífico | División Pacífico | División Pacífico | División Pacífico | División Pacífico |
| Equipo                   | G                 | P                 | %                 | PD                | Casa              | Fuera             | Div               |                   |
| ------------------------ | ----------------- | ----------------- | ----------------- | ----------------- | ----------------- | ----------------- | ----------------- | ----------------- |
| y-Los Angeles Lakers     | 63                | 19                | .768              | –                 | 37–4              | 26–15             | 22–6              |                   |
| x-Portland Trail Blazers | 59                | 23                | .720              | 4                 | 35–6              | 24–17             | 20–8              |                   |
| x-Phoenix Suns           | 54                | 28                | .659              | 9                 | 32–9              | 22–19             | 20–8              |                   |
| Seattle SuperSonics      | 41                | 41                | .500              | 22                | 30–11             | 11–30             | 11–17             |                   |
| Golden State Warriors    | 37                | 45                | .451              | 26                | 27–14             | 10–31             | 11–17             |                   |
| Los Angeles Clippers     | 30                | 52                | .366              | 33                | 20–21             | 10–31             | 7–21              |                   |
| Sacramento Kings         | 23                | 59                | .280              | 40                | 16–25             | 7–34              | 7–21              |                   |

## Estadísticas
| Rk | Jugador          | Edad | P  | PT | MP   | TC  | TCI  | %TC  | T3  | T3I | %T3  | TL  | TLI | %TL  | RO  | RD  | RT  | AS   | RB  | TAP | BP  | FP  | PTS  |
| -- | ---------------- | ---- | -- | -- | ---- | --- | ---- | ---- | --- | --- | ---- | --- | --- | ---- | --- | --- | --- | ---- | --- | --- | --- | --- | ---- |
| 1  | Ron Harper       | 26   | 28 | 28 | 39.5 | 8.6 | 17.8 | .481 | 0.5 | 1.6 | .283 | 5.4 | 6.8 | .795 | 2.0 | 3.7 | 5.6 | 4.8  | 2.4 | 1.1 | 2.9 | 2.9 | 23.0 |
| 2  | Charles Smith    | 24   | 78 | 76 | 35.0 | 7.6 | 14.7 | .520 | 0.0 | 0.2 | .083 | 5.8 | 7.3 | .794 | 2.3 | 4.4 | 6.7 | 1.5  | 1.1 | 1.5 | 2.1 | 3.8 | 21.1 |
| 3  | Gary Grant       | 24   | 44 | 44 | 34.8 | 5.5 | 11.8 | .466 | 0.1 | 0.5 | .238 | 2.0 | 2.6 | .779 | 1.3 | 3.1 | 4.4 | 10.0 | 2.5 | 0.1 | 4.7 | 2.7 | 13.1 |
| 4  | Ken Norman       | 25   | 70 | 64 | 33.3 | 6.9 | 13.6 | .510 | 0.1 | 0.2 | .438 | 2.2 | 3.5 | .632 | 2.0 | 4.7 | 6.7 | 2.3  | 1.1 | 0.8 | 2.7 | 2.8 | 16.1 |
| 5  | Benoit Benjamin  | 25   | 71 | 58 | 32.6 | 5.1 | 9.7  | .526 | 0.0 | 0.0 | .000 | 3.3 | 4.5 | .732 | 2.2 | 7.1 | 9.3 | 2.2  | 0.8 | 2.6 | 2.6 | 3.1 | 13.5 |
| 6  | Danny Manning    | 23   | 71 | 42 | 32.0 | 6.2 | 11.6 | .533 | 0.0 | 0.1 | .000 | 3.9 | 5.2 | .741 | 2.0 | 3.9 | 5.9 | 2.6  | 1.3 | 0.5 | 2.6 | 3.7 | 16.3 |
| 7  | Winston Garland  | 25   | 28 | 15 | 31.1 | 4.4 | 10.2 | .428 | 0.4 | 0.9 | .423 | 1.8 | 2.1 | .831 | 0.7 | 3.0 | 3.7 | 5.2  | 1.1 | 0.2 | 2.8 | 2.7 | 10.9 |
| 8  | Reggie Williams  | 25   | 5  | 5  | 26.6 | 4.2 | 11.4 | .368 | 0.0 | 1.0 | .000 | 3.6 | 4.2 | .857 | 1.6 | 1.4 | 3.0 | 2.0  | 1.8 | 0.2 | 1.8 | 1.4 | 12.0 |
| 9  | Tom Garrick      | 23   | 73 | 22 | 23.6 | 2.8 | 5.8  | .494 | 0.1 | 0.3 | .190 | 1.2 | 1.6 | .772 | 0.5 | 1.8 | 2.2 | 4.0  | 1.2 | 0.1 | 1.6 | 2.1 | 7.0  |
| 10 | Jeff Martin      | 23   | 69 | 23 | 19.6 | 2.5 | 6.0  | .411 | 0.0 | 0.2 | .133 | 1.3 | 1.9 | .705 | 1.1 | 1.2 | 2.3 | 0.6  | 0.6 | 0.2 | 0.7 | 1.4 | 6.3  |
| 11 | Joe Wolf         | 25   | 77 | 19 | 17.2 | 2.0 | 5.1  | .395 | 0.1 | 0.3 | .200 | 0.7 | 0.9 | .775 | 0.8 | 2.2 | 3.0 | 0.8  | 0.4 | 0.3 | 1.0 | 1.7 | 4.8  |
| 12 | Carlton McKinney | 25   | 7  | 0  | 14.9 | 1.1 | 4.6  | .250 | 0.0 | 0.1 | .000 | 0.3 | 0.6 | .500 | 0.6 | 1.1 | 1.7 | 1.0  | 0.9 | 0.1 | 1.0 | 2.1 | 2.6  |
| 13 | Jim Les          | 26   | 6  | 0  | 14.3 | 0.8 | 2.3  | .357 | 0.0 | 0.2 | .000 | 1.8 | 2.2 | .846 | 0.5 | 0.7 | 1.2 | 3.3  | 0.5 | 0.0 | 1.2 | 1.0 | 3.5  |
| 14 | David Rivers     | 25   | 52 | 11 | 13.9 | 1.5 | 3.8  | .406 | 0.0 | 0.1 | .000 | 1.1 | 1.5 | .756 | 0.6 | 1.1 | 1.6 | 3.0  | 0.6 | 0.0 | 1.7 | 1.0 | 4.2  |
| 15 | Ken Bannister    | 29   | 52 | 1  | 11.3 | 1.5 | 3.1  | .478 | 0.0 | 0.0 | .000 | 1.0 | 2.1 | .473 | 0.8 | 1.4 | 2.2 | 0.3  | 0.3 | 0.1 | 0.8 | 1.8 | 4.0  |
| 16 | Andre Turner     | 25   | 3  | 0  | 10.3 | 0.7 | 4.3  | .154 | 0.0 | 0.3 | .000 | 0.0 | 0.0 |      | 1.0 | 0.7 | 1.7 | 1.0  | 0.3 | 0.0 | 1.3 | 0.3 | 1.3  |
| 17 | Michael Young    | 29   | 45 | 2  | 10.2 | 2.0 | 4.3  | .474 | 0.2 | 0.6 | .308 | 0.6 | 0.8 | .711 | 0.8 | 1.1 | 1.9 | 0.5  | 0.6 | 0.1 | 0.3 | 1.0 | 4.9  |
| 18 | Jay Edwards      | 21   | 4  | 0  | 6.5  | 0.8 | 1.8  | .429 | 0.0 | 0.5 | .000 | 0.3 | 0.8 | .333 | 0.3 | 0.3 | 0.5 | 1.0  | 0.3 | 0.0 | 0.3 | 1.0 | 1.8  |
| 19 | Steve Harris     | 26   | 15 | 0  | 6.2  | 0.9 | 2.7  | .350 | 0.0 | 0.0 |      | 0.2 | 0.3 | .750 | 0.3 | 0.3 | 0.7 | 0.1  | 0.5 | 0.1 | 0.3 | 0.6 | 2.1  |
| 20 | Torgeir Bryn     | 25   | 3  | 0  | 3.3  | 0.0 | 0.7  | .000 | 0.0 | 0.0 |      | 1.3 | 2.0 | .667 | 0.0 | 0.7 | 0.7 | 0.0  | 0.7 | 0.3 | 0.3 | 1.7 | 1.3  |